# Wapen van Sicilië

Het wapen van Sicilië

Het wapen van Sicilië is het officiële herkenningsteken van de Italiaanse regio Sicilië. Deze regio heeft in 1990, op voorstel van Giuseppe Tricoli, het symbool van de Siciliaanse Vespers (1282) als wapen aangenomen.
Het Siciliaanse wapen is vastgelegd in Legge regionale 28 luglio 1990, n. 12 "Definizione ed adozione dello stemma e del gonfalone della Regione siciliana", die luidt:
"Lo stemma della Regione siciliana [...] è costituito da uno scudo alla francese raffigurante al centro la triscele color carnato, con il gorgoneion e le spighe, in campo trinciato color rosso aranciato e giallo."
(Het wapen van de Regio Sicilië [...] bestaat uit een schild in Franse stijl, waarop in het midden het triskelion van vleeskleur afgebeeld is, met het gorgoneion en de korenaren, op een geschuind veld van goud [= geel] en keel [= rood].)

## Symboliek

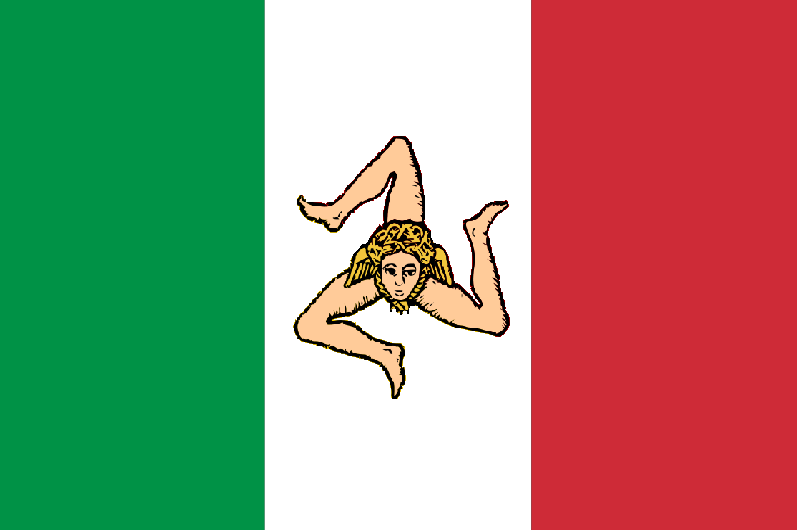
Driekleur van de Siciliaanse rebellen in 1848-1849

### Het triskelion
Het triskelion of de triskele (Oudgrieks: τρισκελής "driebenig") is een symbool dat in vele oude culturen voorkomt, en dan in het bijzonder in het Middellandse Zeegebied. Dit symbool wordt wel in verband gebracht met de driehoekige vorm van Sicilië, met de drie grote kapen Capo Peloro (bij Messina), Capo Passero (bij Syracuse) en Capo Lilibeo (bij Marsala). Vergelijkbaar, driebenige tekens staan symbool voor het eiland Man en voor Bretagne.

### Het gorgoneion
Het gorgoneion is het hoofd van Gorgo (beter bekend als Medusa), een monsterlijke vrouw met slangen in plaats van haren. In de versie die de Regio Sicilië gebruikt, is het hoofd met de slangen gevleugeld. De vleugels symboliseren het verloop van de tijd. Bovendien is het gorgoneion omringd door drie korenaren, die verwijzen naar de vruchtbaarheid van Sicilië. Niet voor niets stond Sicilië in de oudheid bekend als de graanschuur van Rome.

Vlag van de Siciliaanse Vespers

### De kleuren
De kleuren van het Siciliaanse wapen verwijzen naar de vlag die voor het eerst gebruikt werd tijdens de Siciliaanse Vespers (in 1282), een opstand van de Siciliaanse bevolking tegen koning Karel van Anjou. De kleuren, die destijds andersom geplaatst waren, stonden voor de eenheid van de Sicilianen. Geel stond voor Palermo, de hoofdstad van Sicilië waar de opstand uitbrak; rood stond voor Corleone, het culturele en economische centrum van het Siciliaanse binnenland. In de opstand tegen Karel van Anjou waren Palermo en Corleone voor het eerst verenigd.

## Vroegere wapens van Sicilië
Tot de 13de eeuw wisselde het wapenschild van de heersers van Sicilië telkens er een andere dynastie aan de macht kwam. Elk vorstenhuis gebruikte dan ook zijn eigen familiewapen. In deze toestand kwam verandering wanneer Frederik II aan de macht kwam in 1296. Hij combineerde zijn familiewapen, de vier palen van keel in een veld van goud van Aragón, met de adelaar van het huis Hohenstaufen. Dit samengestelde wapen bleef het vaste kenmerk van Sicilië tot de Eenmaking van Italië in 1861. Alle soevereinen van Sicilië namen dit laatste wapen op in hun persoonlijke wapen.

Graafschap Sicilië Huis Hauteville (1071–1130)
Koninkrijk Sicilië Huis Hauteville (1130–1198)
Koninkrijk Sicilië Huis Hohenstaufen (1194–1266)
Koninkrijk Sicilië Huis Anjou (1266–1277)
Koninkrijk Sicilië Huis Anjou (1277–1282)
Koninkrijk Sicilië Huis Aragón (1282–1296)
Koninkrijk Sicilië Huizen Aragón, Trastámara, Habsburg en Bourbon (1296–1861)